# Liste der Mitglieder des Order of Prince Edward Island
In dieser Liste sind die Mitglieder des Order of Prince Edward Island chronologisch aufgeführt.
| Inhaltsverzeichnis: 1996 • 1997 • 1998 • 1999 • 2000 • 2001 • 2002 • 2003 • 2004 • 2005 • 2006 • 2007 • 2008 • 2009 • 2010 • 2011 • 2012 • 2013 • 2014 • 2015 • 2016 • 2017 • 2018 • 2019 • 2020 • Weblinks |

## 1996
- Charles Cheveri (1996)
- Gilbert R. Clements (1996) (als Vizegouverneur von Prince Edward Island)
- George Dewa (1996)
- Kent Ellis (1996)
- James Hogan (1996)
- Ulric Poirier (1996)
- Marion Reid (1996)

## 1997
- Mary Deighan (1997)
- Charles Linklette (1997)
- Helen Stewart MacRae (1997)

## 1998
- Marlene Bryenton (1998)
- Marie Burge (1998)
- Antoine Richard (1998)

## 1999
- Edith Eldershaw (1999)
- Hubert O’Hanley (1999)
- Paul H. Schurman (1999)

## 2000
- M. J. Henri Gaudet (2000)
- Arthur Hudson (2000)
- Shirley McGinn (2000)

## 2001
- J. Léonce Bernard (2001) (als Vizegouverneur von Prince Edward Island)
- John H. Maloney (2001)
- Maylea Manning (2001)
- Kay Wall (2001)

## 2002
- Anna Duffy (2002)
- Allan Graham (2002)
- Elmer Williams (2002)

## 2003
- Georges Arsenault (2003)
- Donald M. Deacon (2003)
- Noel Wilson (2003)

## 2004
- Éloi Arsenault (2004)
- F.W.P. Bolger (2004)
- Barbara McNeill (2004)

## 2005
- Angèle Arsenault (2005)
- Leone Bagnall (2005)
- Derek Key (2005)

## 2006
- Sheldon Cameron (2006)
- Barbara A. Hagerman (2006) (als Vizegouverneurin von Prince Edward Island)
- Frank Ledwell (2006)
- Dorothy Lewis (2006)

## 2007
- William MacLean (2007)
- Ray Murphy (2007)
- Helen Robbins (2007)

## 2008
- Darlene Bernard (2008)
- Nancy Ann Hamill (2008)
- Garnet Rankin Buell (2008)

## 2009
- Wilma Hambly (2009)
- Elmer MacDonald (2009)
- Frank Zakem (2009)

## 2010
- Regis Duffy (2010)
- Diane Griffin (2010)
- Brady Smith (2010)

## 2011
- H. Frank Lewis (als Vizegouverneur von Prince Edward Island)
- William Callbeck
- Eleanor Davies
- David Wong

## 2012
- Emily Bryant
- Albert Ings
- Sybil Cutcliffe

## 2013
- Alexander Bradshaw Campbel
- Vera Elizabeth Dewar
- Joyce Madigane

## 2014
- H. Wayne Hambly
- H. Wade MacLauchlan
- Heather Moyse

## 2015
- Bill Campbell
- Gerald Sheldon Dixon
- Charles St. Clair Trainor

## 2016
- Carolyn Bateman
- Dagny Dryer
- Keptin John Joe Sark (zurückgegeben)

## 2017
- Catherine Callbeck, C.M.
- Catherine Hennessey, C.M.
- James C. MacAulay
- Antoinette Perry

## 2018
- Mark Arendz
- Heather Cutcliffe
- Irene Jewell

## 2019
- Jeanette Arsenault
- Leo Broderick
- Najmul H. Chishti

## 2020
- Olive Bryanton
- Henry Purdy
- B.E. (Bev) Simpson